# She Loves You
«She Loves You» es una canción escrita por John Lennon y Paul McCartney, basada en una idea de McCartney, y que fue originalmente grabada por The Beatles para lanzarla como sencillo en 1963. El sencillo ha superado varios récords en las listas del Reino Unido, y estableció un récord en los Estados Unidos por ser una de las cinco canciones de The Beatles que permanecieron en las cinco primeras posiciones de las listas estadounidenses de forma simultánea. Se trata del sencillo más vendido de The Beatles en el Reino Unido, y fue el sencillo más vendido en ese país durante 1963.
«She Loves You» fue acreditada a «Lennon/McCartney», como fueron todas las canciones subsiguientes a esta escritas por el dúo y lanzadas durante el periodo activo de la banda. Con la excepción de la versión en sencillo de «Love Me Do» y «P.S. I Love You», todas las canciones anteriores se acreditaron como «McCartney/Lennon». La secuencia fue una fuente de controversia cuando McCartney cambió la acreditación a «McCartney/Lennon» para algunas versiones en vivo lanzadas durante su carrera en solitario.
Esta era la primera canción de The Beatles que fue oída por un número sustancial de estadounidenses; el otro único tema publicado previamente por el grupo en Estados Unidos y que subió a las listas de éxito fue «From Me to You», que pasó tres semanas en el Billboard en agosto de 1963, y que no llegaría más allá del puesto n.º 116.
En noviembre de 2004, Rolling Stone clasificó a «She Loves You» en la 64.ª posición de su lista de las 500 mejores canciones de todos los tiempos, al igual que lo haría en la lista revisada de 2010. En octubre de 2005, la revista Uncut designó a «She Loves You» como la tercera mejor canción que había logrado cambiar el mundo, por detrás de «Heartbreak Hotel» de Elvis Presley y «Like a Rolling Stone» de Bob Dylan.
En agosto de 2009, al final de su «fin de semana con The Beatles», la BBC Radio 2 anunció que «She Loves You» fue el sencillo mejor vendido por The Beatles en el Reino Unido, según una información de la Compañía Oficial de Listas del Reino Unido.

## Composición
McCartney y Lennon comenzaron a componer «She Loves You» después de que dieran un concierto en el Majestic Ballroom en Newcastle, como parte de su gira con Roy Orbison y Gerry and the Pacemakers. Empezaron a escribir la canción en el autobús de la gira, y continuaron más tarde esa misma noche en su hotel de Newcastle. En 2003 se detuvieron los planes para instalar una placa conmemorativa en el hotel, después de que ni Paul McCartney ni Ringo Starr, los Beatles sobrevivientes, pudieran recordar si fue en el Imperial Hotel o en el Royal Turk's Head, donde el grupo se había hospedado en aquella ocasión.
Las demás circunstancias en que fue escrita la canción son generalmente aceptadas. En 2000, McCartney dijo: «Había una canción de Bobby Rydell en ese momento, 'Forget Him', y, como sucede a menudo, uno piensa en una canción cuando está escribiendo otra. Estábamos en una furgoneta en Newcastle upon Tyne. Yo había planeado una 'canción de respuesta', donde un par de nosotros cantaran 'she loves you' y los otros dos contestaran 'yeah yeah'. Decidimos que era una idea de mala muerte, pero al menos tenía la idea de una canción llamada 'She Loves You'. Así que nos sentamos en la habitación del hotel durante unas horas y la escribimos —John y yo—, sentados en dos camas gemelas con nuestras guitarras». La canción se completó al día siguiente en casa de la familia de McCartney en Forthlin Road, Liverpool. Inusualmente para una canción de amor, la letra no fue escrita en primera persona; en vez de ello, el narrador en la canción funcionaba como un emparejador entre dos amantes extraños. Esta idea fue atribuida por Lennon a McCartney en 1980: «La idea fue de Paul: en lugar de cantar una vez más 'I love you' ('te amo'), tuvimos en la canción un tercer protagonista. Este tipo de detalle se encuentra aún en sus trabajos en solitario; siempre escribirá una historia sobre alguien más. Yo me siento más inclinado a escribir sobre mí mismo».
Las figuras consagradas del mundo de la música británica encontraron en ese momento la coletilla «yeah, yeah, yeah» controvertida. La radio nacional, tal como la BBC, emitió el sencillo, y «en algunas partes se consideró esto como un saludo al colapso de la sociedad civilizada». Lennon, acordándose de la canción «All Shook Up» de Elvis Presley, quería algo igual a esa emotividad agitadora: «Yo no sé de dónde vino el 'yeah yeah yeah', [pero] recuerdo cuando Elvis hizo 'All Shook Up', que fue la primera vez en mi vida que oía un 'uh huh', 'oh yeah', y 'yeah yeah', todo eso cantado en la misma canción». «El 'wooooo' fue tomado del 'Twist and Shout' de The Isley Brothers. Lo metíamos en cualquier canción nuestra». McCartney recuerda de cuando, inmediatamente después de terminada la canción, se la interpretaron a su padre en sus guitarras acústicas: «Fuimos a la sala de estar [y dije]: Papá, escucha esto. ¿Qué te parece? A lo que me respondió: No está nada mal, hijo, pero ya está bien con tanto americanismo. ¿No puedes cantarla como 'She loves you, yes, yes, yes'? En ese punto nos desmoronamos, y le contesté: No, papá, no lo has pillado».
George Martin, productor de The Beatles, cuestionó la validez del acorde en sexta con que termina la canción, una idea que fue sugerida por George Harrison. «Ellos arreglaron el final de una manera curiosa cantando un acorde en sexta, con George [Harrison] haciendo el acorde en sexta y los otros haciéndolo en tercera y quinta. Fue como un arreglo de Glenn Miller». McCartney reflexionó posteriormente: «Nosotros se la llevamos a George Martin y cantamos 'She loves you, yeah, yeah, yeah, yeeeeeaah ...' con esa sexta al final de la canción. George [Martin] dijo: 'Es muy cursi, yo nunca la finalizaría en sexta'. Pero dijimos: 'Es un sonido tan bueno, que no importa'».

## Grabación
The Beatles grabaron «She Loves You» cinco días después de que esta fuera escrita, durante una sesión de cinco horas en el estudio dos de los EMI Studios, en una grabadora de dos pistas. Ese mismo día se grabó «I'll Get You», lado B del sencillo lanzado en 1963.
La grabación de la canción se produjo el 1 de julio de 1963 en una grabadora de dos pistas. El procedimiento usual en los EMI Studios, por entonces, era la de desechar la cinta de sesión original en la cual se grabó la canción a dos pistas para ser publicada en sencillo, una vez que se había «mezclado» con destino a la (usualmente en mono) cinta máster que se iba a emplear para prensar finalmente los discos. Este fue el caso de dos sencillos (cuatro canciones) de The Beatles: «Love Me Do», «P.S. I Love You», «She Loves You», y «I'll Get You». Estas canciones sólo existen en cintas másters monoaurales, aunque se llegaron a hacer algunas remezclas en falso estéreo por parte de las afiliaciones discográficas mundiales de EMI, incluido unas cuantas hechas en 1966 por el ingeniero de los EMI Studios Geoff Emerick. 
La división alemana de EMI (la matriz de la compañía discográfica británica de The Beatles, Parlophone) decidió que la única manera de vender discos de The Beatles en Alemania sería volver a grabar las canciones en alemán. The Beatles lo consideraron innecesario, pero George Martin les pidió que lo cumplieran, grabando «Sie liebt dich» el 29 de enero de 1964, junto con «Komm, gib mir deine Hand», en los estudios Pathé Marconi de París. The Beatles sólo necesitaron sobregrabar nuevas voces a la pista original de «I Want to Hold Your Hand», pero en «She Loves You» fue necesario grabar también de nuevo la pista rítmica, ya que la grabación original de dos pistas de la canción había sido desechada. 
Por ese mismo periodo, The Beatles se habían embarcado en una nueva canción, «Can't Buy Me Love». Aparte de las anteriores grabaciones de acompañamiento con Tony Sheridan (grabadas en Hamburgo), «Can't Buy Me Love» (grabada en París), «Free as a Bird» y «Real Love» (grabadas en la finca de McCartney en Escocia sobre demos grabadas por Lennon en Nueva York), fue la única vez en su carrera que The Beatles grabaron fuera de Londres. La canción fue un gran éxito en Alemania, pero en la actualidad las versiones en inglés son mucho más conocidas en este país.

## Lanzamiento y legado
El 23 de agosto de 1963, el sencillo «She Loves You» fue lanzado en el Reino Unido con «I'll Get You» en el lado B. El sencillo consiguió varios récords de ventas en el Reino Unido, empezando por ser el sencillo más vendido hasta ese momento en Gran Bretaña. Entró en las listas el 31 de agosto y permaneció allí durante treinta y un semanas consecutivas, dieciocho de las cuales entre las tres primeras posiciones. Durante ese período, alcanzó el n.º 1 el 14 de septiembre, se mantuvo en el primer puesto durante cuatro semanas, para después caer al top 3 de la lista y recuperar de nuevo el primer lugar durante dos semanas más a partir del 30 de noviembre de 1963. Una vez desaparecido, volvió a reaparecer en las listas por dos semanas el 11 de abril de 1964, cuando logró subir a la posición n.º 42.
Fue el sencillo más vendido de 1963, y en la actualidad es el sencillo británico mejor vendido de The Beatles. Fue el sencillo con más copias vendidas en el Reino Unido durante catorce años, hasta que fue superado por la canción «Mull of Kintyre» de Wings (escrito por McCartney y Denny Laine).
El gigantesco éxito de la canción en el Reino Unido planteó cada vez mayor desconcierto para el productor de The Beatles, George Martin, y su mánager, Brian Epstein: ¿Por qué The Beatles tenían éxito tras éxito en Gran Bretaña, pero fracasaban totalmente al otro lado del Océano Atlántico? Martin, quien estaba molesto con Capitol Records por su obstinación en rechazar a The Beatles y tener la oportunidad de convertirse en su compañía discográfica en Estados Unidos, recordó más tarde: «Yo dije, por el amor de Dios, hagan algo al respecto. Estos muchachos están siendo rompedores, y están en camino de ser fantásticos en todo el mundo. Así que, por el amor de Dios, aférrense a ellos». Esto no pasó desapercibido por mucho tiempo en Canadá, donde «She Loves You» fue un éxito total.
Antes de que Capitol aceptara editar la música de The Beatles en Estados Unidos, el grupo publicó sus discos en Vee-Jay Records, hasta que esta compañía dejó de pagar las regalías de la licencia de publicación a tiempo. Transglobal Music, una afiliada de EMI, tenía las licencias para las publicaciones exteriores de The Beatles en América, y ordenó inmediatamente a Vee-Jay que detuviera la fabricación y distribución de las grabaciones de The Beatles. Epstein, que necesitaba un sello discográfico para lanzar «She Loves You» en los Estados Unidos, pidió a Transglobal encontrar otro sello discográfico para él, y Transglobal recurrió a Swan Records. Para evitar posibles desacuerdos y pleitos futuros, el contrato firmado con Swan sólo les licenció las canciones «She Loves You» y «I'll Get You», suficientes para ocupar el lado A y el lado B de un disco sencillo — y sólo durante dos años. Incluso cuatro canciones podrían dar pie a abuso en el contrato — en 1964, Vee-Jay publicó un álbum en Estados Unidos titulado Jolly What! England's Greatest Recording Stars: The Beatles & Frank Ifield on Stage, que consistió en realidad de las cuatro únicas canciones de The Beatles que se les había licenciado; el resto del álbum fue completado con interpretaciones del británico Frank Ifield.
Cuando «She Loves You» se lanzó como sencillo en Estados Unidos el 16 de septiembre de 1963, nadie le prestó atención. Sin embargo, tres meses más tarde, The Beatles publicaron «I Want to Hold Your Hand», que se abrió camino al n.º 1 de las listas, y que inició así la denominada invasión británica en el escenario musical estadounidense, pavimentando, de esta forma, el camino para la publicación de más discos de la banda y también de otros artistas británicos. Swan volvió a reeditar el sencillo «She Loves You», que inició una estancia de quince semanas en las listas estadounidenses a partir del 25 de enero de 1964, dos de esas semanas permaneciendo en el n.º 1. El 21 de marzo, la Beatlemanía había estallado en Estados Unidos, impulsada por las apariciones en febrero de The Beatles en el The Ed Sullivan Show, donde se interpretó, entre otras canciones, «She Loves You». Durante sus quince semanas de estancia en las listas norteamericanas, «She Loves You» fue acompañada por otras cuatro canciones de The Beatles en los cinco primeros puestos de las listas norteamericanas.
El disc jockey de Nueva York Murray the K contaría después: «A finales de 1963 me dieron una grabación y me mencionaron la posibilidad de que The Beatles podrían venir a América, así que dije: 'Muy bien', y la radié al aire. En esa época tenía un concurso en WINS, donde debía poner cinco nuevas canciones cada día. El público votaría después las que más les habían gustado, y las canciones ganadoras de cada semana eran tocadas de nuevo al sábado siguiente. Y cuando representé a The Beatles con su canción 'She Loves You', ésta quedó en el tercer puesto de los cinco que había. Pero yo la seguí reproduciendo durante dos o tres semanas más. Nada sucedió. Quiero decir, realmente no había reacción. ¡Absolutamente nada! Dos meses después recibí una llamada urgente de mi mánager de la estación en Nueva York, diciéndome '¡Que vienen The Beatles!' 'Está bien' —le dije— 'Consigue a un exterminador'».
Cuando la Beatlemanía llegó a los Estados Unidos, los sellos discográficos que conservaban los derechos de las canciones de The Beatles volvieron a publicarlas en varias combinaciones. Swan reclamó tener los derechos de «Sie liebt dich», la versión alemana de «She Loves You», aunque en realidad no los tuviera. Después de comprar y reproducir una copia del sencillo alemán, el 21 de mayo de 1964, «Sie liebt dich» fue lanzada por Swan en los Estados Unidos con «I'll Get You» en el lado B, al igual que el sencillo original cantado en inglés. Los consumidores estadounidenses se decidieron a comprar el sencillo, haciendo que entrara durante una semana en la posición n.º 97 de las listas el 27 de junio.
«She Loves You» fue incluida en el álbum estadounidense The Beatles' Second Album, que desplazó el 2 de mayo de 1964 al álbum Meet the Beatles! del n.º 1 de las listas. Fue la primera vez que un artista se sucedía a sí mismo en las listas norteamericanas, dando así una pista de los éxitos que The Beatles iban a seguir cosechando.
«She Loves You» también se incluiría en los álbumes recopilatorios A Collection of Beatles Oldies, The Beatles/1962-1966, 20 Greatest Hits y 1. En 2004, aparecería en CD en la caja recopilatoria The Capitol Albums Vol. 1. También formó parte de la versión norteamericana del álbum Rarities, incluido como disco extra en la caja de edición limitada The Beatles Collection, editado en noviembre de 1978.
Algunos artistas incluyeron a «She Loves You» entre sus versiones, aunque ninguno de ellos la volvió a hacer de ella un éxito. La grabó el cantante estadounidense Neil Sedaka, así como Peter Sellers y el inglés Ted Chippington. El grupo mexicano Los Xochimilcas la parodió en su disco «15 Aniversario» del año 1964. Un fragmento de «She Loves You» (la coletilla «yeah yeah yeah») fue incluido por Bono, de U2, en varios de sus conciertos al final de la canción «Vertigo». Cher hizo figurar, en 1987, el coro y el acorde progresivo de «She loves you/yeah, yeah, yeah» en el puente de su canción «Working Girl», de su álbum Cher. El grupo vanguardista The Residents incluyó un sample del «yeah yeah yeah» entre el collage de otros samples de The Beatles titulado «Beyond the Valley of a Day in the Life». Paul McCartney cantó «We love you, yeah, yeah, yeah» al final de su dueto con Stevie Wonder en la canción «What's That You're Doing?», de su álbum Tug of War. Los propios Beatles cantaron el coro de «She Loves You» en el largo final de «All You Need is Love».
«She Loves You» (como «Sie liebt dich») fue una de las dos grabaciones que The Beatles grabaron en idioma alemán, siendo la otra «I Want to Hold Your Hand» (como «Komm, gib mir deine Hand»). «Sie liebt dich» fue lanzada en sencillo en Alemania (con «Komm, gib mir deine Hand» ocupando el otro lado del disco), mientras que en los Estados Unidos apareció con «I'll Get You» el 21 de mayo de 1964, acreditada a «Die Beatles» (Swan 4182).

## Melodía y letra
En «She Loves You» se evita el uso de un puente, en su lugar se utiliza un estribillo para unir a los distintos versos. Los acordes tienden a cambiar cada dos compases y el esquema armónico es principalmente estático.
Las letras son en gran medida no convencionales, en contraste con la simplicidad de «I Want to Hold Your Hand». Algunos críticos le hicieron un reproche a la canción, desestimando el «yeah, yeah, yeah» como una jerga bastante tosca para una banda de moda. Los «yeahs» tuvieron un gran efecto en la imagen de The Beatles —en Europa, fueron conocidos como los Yeah-Yeahs; mientras que en Latinoamérica el sencillo fue conocido como el «Yeah Yeah Yeah»—.

## En directo
«She Loves You» fue una de las canciones más interpretadas en directo por el grupo. La tocaron en casi todos los conciertos celebrados en las diferentes giras que hicieron en 1963 y 1964. A partir de 1965 ya no se la incluyó en el repertorio en directo del grupo.
No obstante, a pesar de constituir uno de los mayores éxitos de la banda de Liverpool, ninguno de los cuatro Beatles, en sus posteriores conciertos en solitario después de la disolución del grupo, la volvió a interpretar en directo.

## Reconocimientos
La información respecto a los reconocimientos atribuidos a «She Loves You» está adaptada de AcclaimedMusic.net
| Publicación         | País           | Lista                                          | Año  | Posición |
| ------------------- | -------------- | ---------------------------------------------- | ---- | -------- |
| Q                   | Reino Unido    | Las 1010 mejores canciones que debes tener     | 2004 | *        |
| Rolling Stone       | Estados Unidos | Las 500 mejores canciones de todos los tiempos | 2004 | 64       |
| Rolling Stone       | Estados Unidos | Las 500 mejores canciones de todos los tiempos | 2010 | 64       |
| New Musical Express | Reino Unido    | Los 100 mejores sencillos de todos los tiempos | 1976 | 60       |
| Uncut               | Reino Unido    | Las 50 canciones más grandes de The Beatles    | 2001 | 44       |
| Toby Creswell       | Australia      | 1001 canciones                                 | 2005 | *        |

* Listas designadas sin un orden establecido.

## Personal
- John Lennon — voz principal, guitarra rítmica (Rickenbacker 325c64) y guitarra acústica (Gibson J-160e enchufada).
- Paul McCartney — voz principal, bajo (Höfner 500/1 61´).
- George Harrison — armonía vocal, guitarra líder (Gretsch Country Gentleman) y guitarra solista (Rickenbacker 360/12)
- Ringo Starr — batería (Ludwig Downbeat Oyster Black Pearl).
- George Martin — productor
- Norman Smith — ingeniero

## Posición en las listas
| Año  | País           | Lista               | Posición | Semanas n.º 1 | Semanas en lista |
| ---- | -------------- | ------------------- | -------- | ------------- | ---------------- |
| 1963 | Reino Unido    | Record Retailer     | 1        | 4 + 2         | 33               |
| 1963 | Reino Unido    | New Musical Express | 1        | 4 + 2         |                  |
| 1963 | Reino Unido    | Melody Maker        | 1        | 5 + 2         | 32               |
| 1964 | Estados Unidos | Billboard Hot 100   | 1        | 2             | 15               |
| 1964 | Estados Unidos | Record World        | 1        |               |                  |
| 1964 | Estados Unidos | Cash Box            | 1        | 2             |                  |

- «Sie liebt dich», versión de «She Loves You» cantada por los Beatles en alemán:

| Año  | País           | Lista             | Posición | Semanas n.º 1 | Semanas en lista |
| ---- | -------------- | ----------------- | -------- | ------------- | ---------------- |
| 1964 | Estados Unidos | Billboard Hot 100 | 97       | —             | 1                |
| 1964 | Estados Unidos | Record World      | —        | —             | —                |
| 1964 | Estados Unidos | Cash Box          | —        | —             | —                |